# سونیکو (لمباردی)
سونیکو (به ایتالیایی: Sonico) یک کومونه در ایتالیا است که در استان برشا واقع شده‌است. سونیکو ۶۰ کیلومتر مربع مساحت و ۱٬۲۸۷ نفر جمعیت دارد و ۶۵۰ متر بالاتر از سطح دریا واقع شده‌است.